# 上境駅
上境駅（かみさかいえき）は、長野県飯山市大字一山にある、東日本旅客鉄道（JR東日本）飯山線の駅である。

## 歴史
- 1923年（大正12年）7月6日：飯山鉄道の飯山駅 - 桑名川駅間延伸開業時に上境駅として開業[4]。
- 1934年（昭和9年）：駅名を野沢温泉駅に変更[5]。
- 1944年（昭和19年）6月1日：国有化され、運輸通信省（のちの日本国有鉄道）飯山線の駅となる。駅名を上境駅に変更[2][3][6]。
- 1966年（昭和41年）6月20日：業務委託駅となる[7]。
- 1970年（昭和45年）10月1日：貨物の取り扱いを廃止[3]。
- 1982年（昭和57年）11月1日：荷物の扱いを廃止[8]。駅員無配置駅となり[9]、簡易委託化[10]。
- 1987年（昭和62年）4月1日：国鉄分割民営化により、東日本旅客鉄道の駅となる[3]。
- 2006年（平成18年）
  - 7月1日：簡易委託解除により、無人化[2]。
  - 12月：現駅舎（待合所）に改築[1]。

## 駅構造
長野方面に向かって左側にある単式ホーム1面1線を持つ地上駅である。かつて現在の旅客ホームは島式ホーム1面2線で、さらに貨物ホーム1面1線があったが、現在駅舎側の線路および貨物ホームの線路は撤去されている。
常備券・補充券を発売する簡易委託駅であったが、2006年（平成18年）7月より無人化され、その後すぐ現在の建物へ建て替えられた。管理駅は飯山駅である。
当駅はかつて野沢温泉への中継地（渡船 - 徒歩）として栄えた一時期があり、簡易委託駅時代の受託者は、渡船時代からの駅前商店であった。

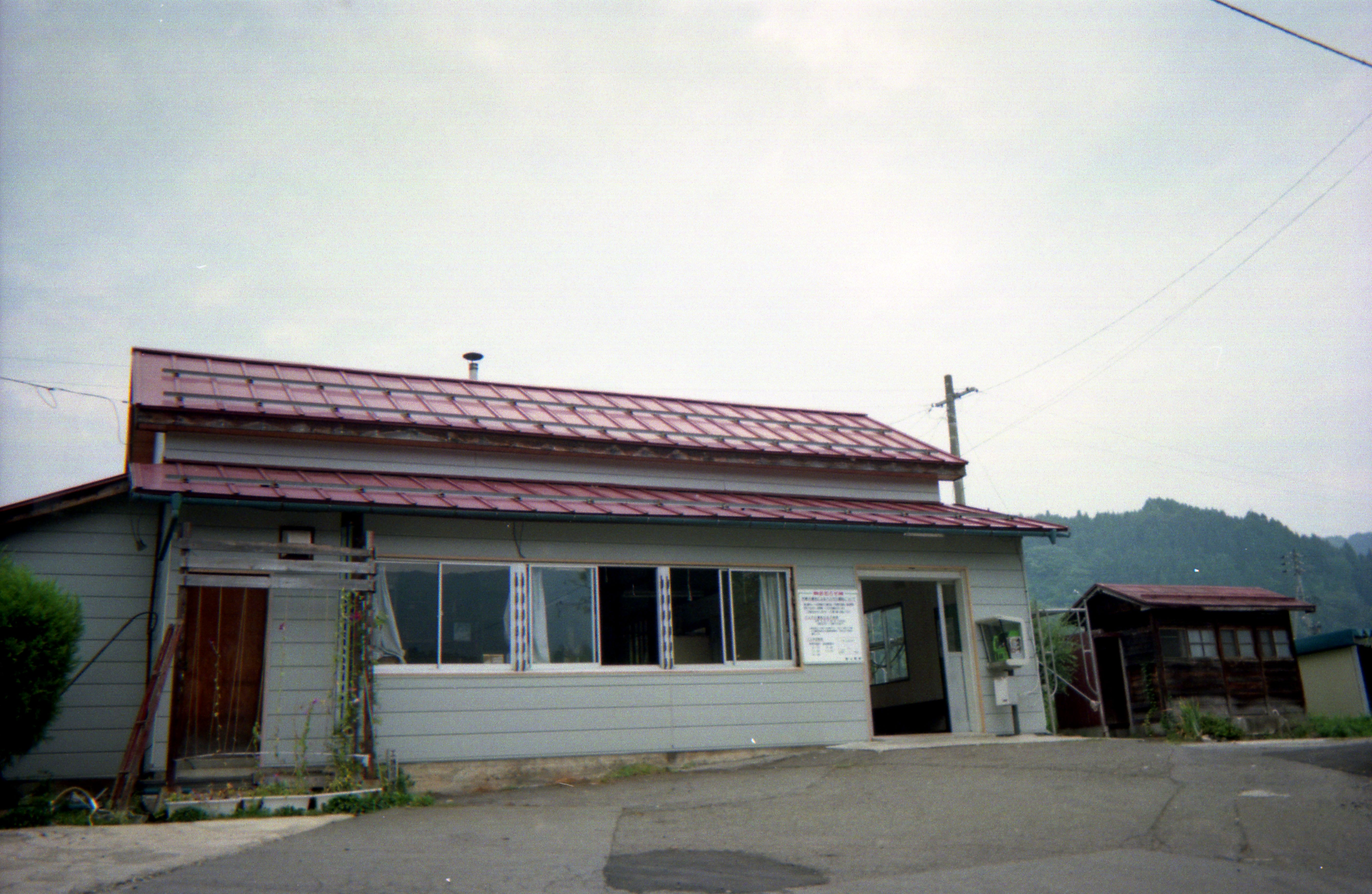
旧駅舎（1994年9月）
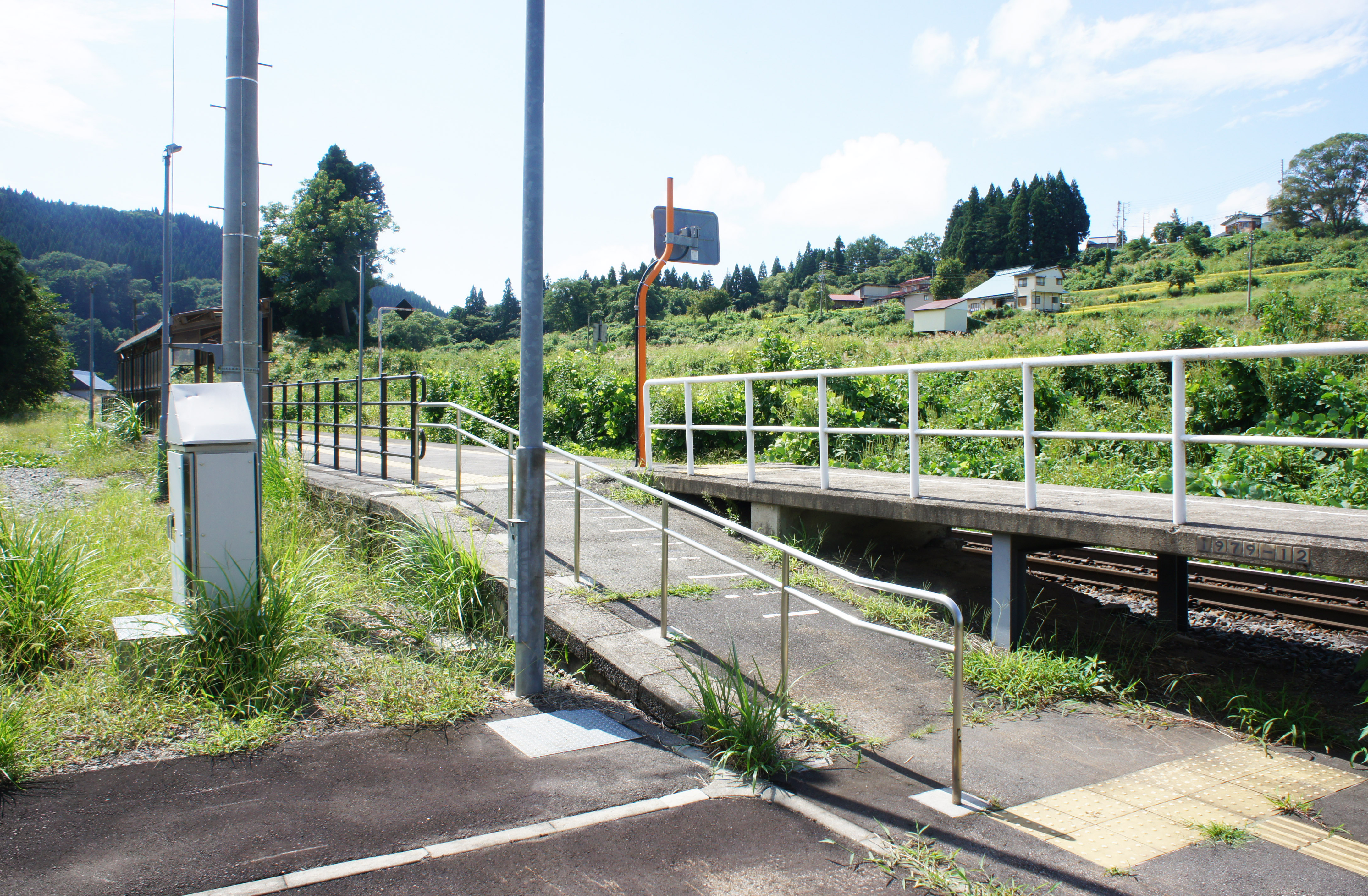
ホーム出入口（2021年9月）
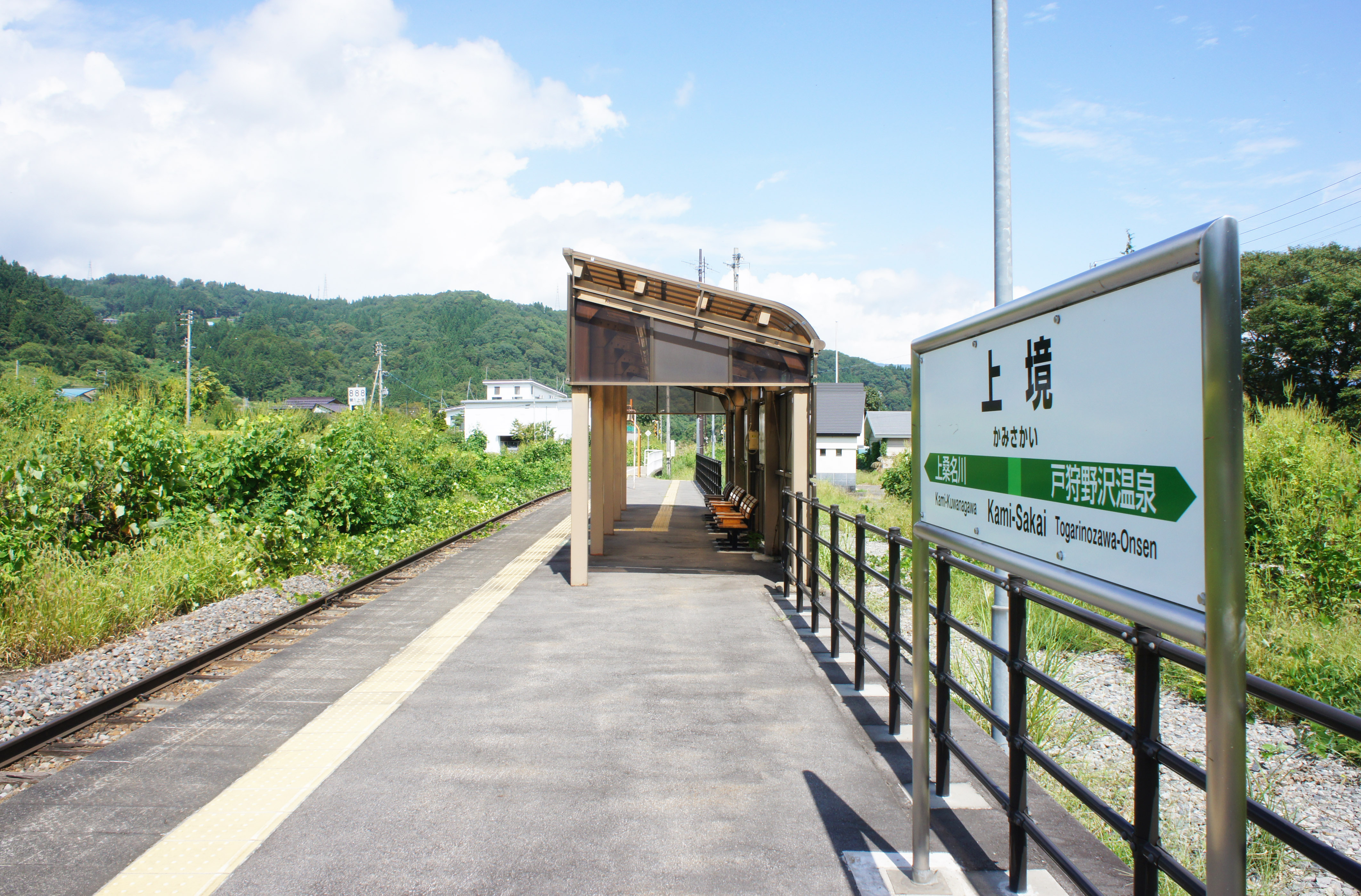
ホーム（2021年9月）

## 利用状況
JR東日本および「長野県統計書」によると、2000年度（平成12年度）- 2006年度（平成18年度）、2009年度（平成21年度）- 2011年度（平成23年度）の1日平均乗車人員の推移は以下のとおりであった。
| 乗車人員推移       | 乗車人員推移     | 乗車人員推移   |
| 年度               | 1日平均 乗車人員 | 出典           |
| ------------------ | ---------------- | -------------- |
| 2000年（平成12年） | 35               | [ 利用客数 1 ] |
| 2001年（平成13年） | 31               | [ 利用客数 2 ] |
| 2002年（平成14年） | 29               | [ 利用客数 3 ] |
| 2003年（平成15年） | 31               | [ 利用客数 4 ] |
| 2004年（平成16年） | 34               | [ 利用客数 5 ] |
| 2005年（平成17年） | 29               | [ 利用客数 6 ] |
| 2006年（平成18年） | 20               | [ 利用客数 7 ] |
| 2009年（平成21年） | 22               | [ 2 ]          |
| 2010年（平成22年） | 18               | [ 利用客数 8 ] |
| 2011年（平成23年） | 14               | [ 利用客数 9 ] |

## 駅周辺

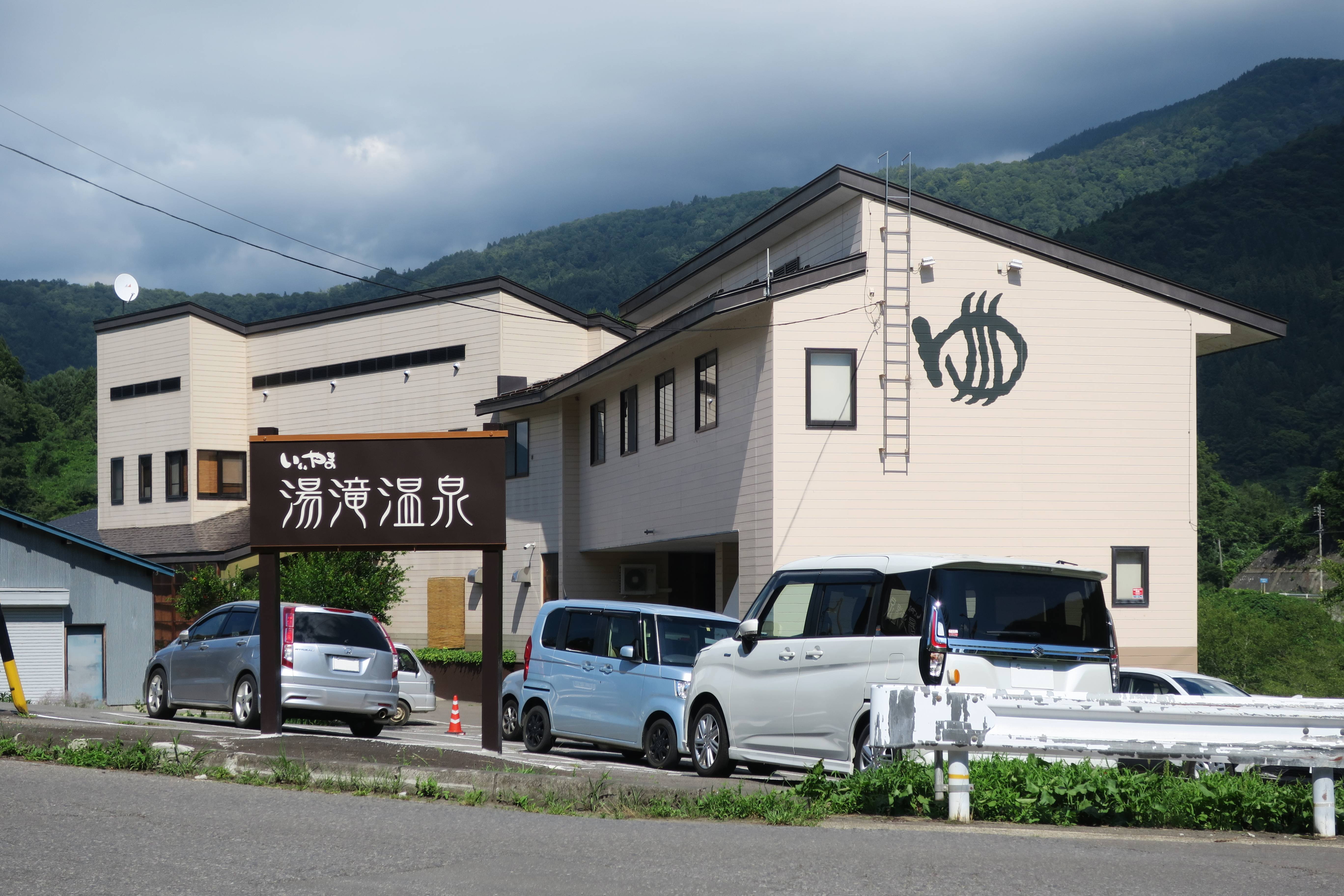
いいやま湯滝温泉

- 千曲川
- 国道117号
- 長野県道353号野沢上境停車場線
- 湯滝橋
- いいやま湯滝温泉（日帰り温泉入浴施設）[1]

## バス路線
飯山市予約型乗合タクシー「菜の花タクシー」の「上境駅」停留所があり、岡山下段線（西大滝 - 飯山市街地）が発着する。

## 隣の駅
東日本旅客鉄道（JR東日本）
■飯山線
戸狩野沢温泉駅 - 上境駅 - 上桑名川駅

### 記事本文
1. 1 2 3 4 5 6 7 8 9 10  『週刊 JR全駅・全車両基地』 21号 新潟駅・弥彦駅・津南駅ほか、朝日新聞出版〈週刊朝日百科〉、2012年12月30日、25頁。
2. 1 2 3 4 5 6  信濃毎日新聞社出版部『長野県鉄道全駅 増補改訂版』信濃毎日新聞社、2011年7月24日、43頁。ISBN 9784784071647。
3. 1 2 3 4  石野哲（編）『停車場変遷大事典 国鉄・JR編 Ⅱ』JTB、1998年、592-593頁。ISBN 978-4-533-02980-6。
4. ↑  「地方鉄道運輸開始」『官報』第3283号、印刷局、224頁、1923年7月10日。NDLJP:2955406/6。
5. ↑  今尾恵介 (2022年9月29日). “【第30回】野沢温泉村　「温泉」を名乗る全国唯一の村”. 地図から信州が見えてくる.   信濃毎日新聞. 2023年2月16日閲覧。
6. ↑  「運輸通信省告示第二百五十号 相模鐵道株式會社所屬茅ヶ崎橋本間及寒川四ノ宮間鐵道等ヲ買收運輸營業開始」『官報』第5208号、印刷局、441–442頁、1944年5月27日。NDLJP:2961710/3。
7. ↑  『長鉄局二十年史』日本国有鉄道長野鉄道管理局、1971年3月30日、618頁。
8. ↑  「日本国有鉄道公示第143号」『官報』1982年10月30日。
9. ↑  「「通報」●飯山線信濃浅野駅ほか8駅の駅員無配置について（旅客局）」『鉄道公報』日本国有鉄道総裁室文書課、1982年10月30日、2面。
10. ↑  長野鉄道管理局 編『写真でつづる長野鉄道管理局の歩み』長野鉄道管理局、1987年3月10日、371頁。
11. ↑  “JR東日本：駅構内図・バリアフリー情報（上境駅）”.   東日本旅客鉄道. 2024年9月4日閲覧。
12. ↑  “飯山市公共交通路線図（交通マップ）” (PDF). 飯山市公式サイト | 飯山市内の公共交通.   飯山市 (2025年3月27日). 2025年5月11日閲覧。

### 利用状況
1. ↑  “JR東日本：各駅の乗車人員（2000年度）”.   東日本旅客鉄道. 2025年5月11日閲覧。
2. ↑  “JR東日本：各駅の乗車人員（2001年度）”.   東日本旅客鉄道. 2025年5月11日閲覧。
3. ↑  “JR東日本：各駅の乗車人員（2002年度）”.   東日本旅客鉄道. 2025年5月11日閲覧。
4. ↑  “JR東日本：各駅の乗車人員（2003年度）”.   東日本旅客鉄道. 2025年5月11日閲覧。
5. ↑  “JR東日本：各駅の乗車人員（2004年度）”.   東日本旅客鉄道. 2025年5月11日閲覧。
6. ↑  “JR東日本：各駅の乗車人員（2005年度）”.   東日本旅客鉄道. 2025年5月11日閲覧。
7. ↑  “JR東日本：各駅の乗車人員（2006年度）”.   東日本旅客鉄道. 2025年5月11日閲覧。
8. ↑  長野県統計書（平成22年版）（2015年2月13日アーカイブ） - 国立国会図書館Web Archiving Project
9. ↑  長野県統計書（平成23年版）（2015年2月13日アーカイブ） - 国立国会図書館Web Archiving Project